# Le Médecin des enfants
Pour plus de détails, voir Fiche technique et Distribution.
Le Médecin des enfants est un film muet français réalisé par Georges Denola, sorti en 1916.
Il s'agit de l'adaptation de la pièce Le Médecin des enfants, drame en cinq actes d'Auguste Anicet-Bourgeois et Adolphe d'Ennery, créée le 29 octobre 1855 au Théâtre de la Gaîté à Paris.

## Fiche technique
- Titre : Le Médecin des enfants
- Réalisation : Georges Denola
- Scénario : Georges Denola, d'après la pièce d'Auguste Anicet-Bourgeois et Adolphe d'Ennery  (1855)
- Photographie :
- Montage :
- Société de production : Société cinématographique des auteurs et gens de lettres (S.C.A.G.L.)
- Société de distribution : Pathé frères
- Pays de production :  France
- Langue : français
- Métrage : 830 mètres
- Format : Noir et blanc — 35 mm — 1,33:1 — Muet
- Genre : Film dramatique
- Durée : 28 minutes
- Date de sortie : 
  - France : 1er novembre 1916

## Distribution
- Maxime Desjardins : Delormel
- Véra Sergine : Mme Delormel
- Henry Roussell : le médecin
- Stephen Lemonnier